# سلطنة فهغ
سلطنة فهغ، يشار إليها أيضًا باسم سلطنة فهغ القديمة، على عكس سلطنة فهغ الحديثة، هي دولة مسلمة ملاوية تأسست في شبه جزيرة ملايو الشرقية في القرن الخامس عشر. في ذروة نفوذها، كانت السلطنة قوة مهمة في تاريخ جنوب شرق آسيا وسيطرت على حوض فهغ بأكمله، المتاخم من الشمال، مملكة فطاني، والمتاخمة لسلطنة جوهر من الجنوب. إلى الغرب تمتد أيضًا إلى جزء من سلاغور ونكري سمبيلن في العصر الحديث.
يعود أصل السلطنة إلى كونها تابعة لسلطتة ملقا، وكان أول سلطان لها هو أمير ملقا، محمد شاه، وهو نفسه حفيد ديوا سورا، آخر حكام فهغ قبل ملقا. على مر السنين، نمت سلطنة فهغ مستقلة عن سيطرة ملقا، حتى سقوط ملقا في عام 1511. خلال هذه الفترة، كانت فهغ تلعب دورًا في محاولات تخليص شبه الجزيرة من مختلف القوى الإمبريالية الأجنبية؛ البرتغال وهولندا وآتشيه. بعد فترة من غارات أتشيه في أوائل القرن السابع عشر، دخلت فهغ في الاندماج مع سلطنة جوهر، عندما توج سلطانها عبد الجليل شاه الثالث. بعد فترة من الاتحاد مع جوهر، نمت كسلطنة حديثة ذات سيادة في أواخر القرن التاسع عشر وحكمتها سلالة بنداهارا.

## الأصل

### غزو ملقا لمدينة فهغ
مظفر شاه، خامس سلاطين ملقا الذي حكم من 1445 إلى 1458 رفض الاعتراف بسيادة ليغور على بلاده. لكن الليغوريين أرسلوا جيشًا غازيًا بقيادة برًا إلى ملقا. اتبع الغزاة بمساعدة من رجال مملكة فهغ القديمة، الطريق القديم عبر أنهار تمبيلنغ وفهغ وبيرا. لكنهم هُزموا بسهولة وهربوا من نفس الطريق. بعد ذلك حاولوا الغزو البحري، لكنهم تعرضوا للضرب مرة أخرى. فكر مظفر شاه في غزو فهغ بقيادة ابنه راجا عبد الله وبندهارا تون بيراك، ودخلوا فهغ واحتلوها في عام 1454. وقبضوا على آخر حاكم للمملكة، ديوا سورا وحُمل مع ابنته بوتري وانانغ سيري إلى ملقا.
عيّن سلطان ملقا تون حمزة، قائد الجيش في الفتح، حاكمًا لفهغ، وانتقل تون حمزة إلى فهغ التي حكمها لعدة سنوات. بينما كان سنويًا يزور ملقا ليقدم الولاء للسلطان.
في العام الذي تم فيه غزو فهغ، تزوج راجا عبد الله من بوتري وانانغ سيري، ابنة ديوا سورا، التي تغير اسمها، ربما عند اعتناقها الإسلام، إلى بوتري ليلى وانجسا. وأنجب منها ولدان راجا أحمد وراجا محمد.

## التاريخ

### التأسيس
قام راجا محمد ابن سلطان ملقا منصور شاه بقتل ابن أحد النبلاء أثناء مشاجرة طفولية، لذا نُفى إلى فهغ، وعاش فيها وأصبح حاكمًا لها. وبرفقة تون حمزة الذي أصبح أول بندهارا لسلطنة فهغ، تم تنصيب السلطان حسب الأصول حوالي عام 1470 مع بلاط السلطان محمد شاه. في 17 سبتمبر 1475 توفي السلطان محمد ودُفن في لانجار في فهغ توا. يذكر النقش على قبره اسمه ونسبه وتاريخ وفاته.
ثم خلفه أخوه الأكبر راجا أحمد الذي أخذ لقب سلطان أحمد شاه. تزوج ابنة تون حمزة وأنجب منها راجا منصور. كان الحاكم الجديد رجلاً ساخطًا، تدهورت العلاقات بين فهغ وملقا بشكل كبير خلال فترة حكمه.
بعد فترة وجيزة أمر بقتل تون تيلاني، حاكم ترغكانو المجاورة، لأنه، دون علمه، قام بزيارة ملقا وقدم الطاعة للسلطان علاء الدين. وفي عام 1488 توفي السلطان علاء الدين سلطان ملقا في باجوه على نهر موار.
خلف السلطان علاء الدين ابنه السلطان محمود الذي استمر في الخلافات مع عمه في فهغ، تحكي حوليات الملايو قصة تون تيجا، ابنة بندهارا فهغ المشهورة بجمالها الذي كان مخطوبة لسلطان فهغ. نشر مبعوث ملقا إلى فهغ، لدى عودته إلى بلاده، شهرة جمال تون تيجا. فوعد السلطان محمود بأي مكافأة مهما كانت عظيمة للرجل الذي سيختطف فتاة فهغ ويأخذها إلى ملقا. وبالفعل خطفها لقسامان ملقا، واستعد سلطان فهغ لإعلان الحرب على ملقا، ولكن تم تهدئته لاحقًا من قبل رؤسائه.
وكانت الإهانات التي تلقاها السلطان لعدم قدرته على الانتقام منهم جلبت له العار على شعبه، وجعلت موقفه غير مقبول. تسجل حوليات الملايو أن تلك القصة حدثت في عهد سلطان فهغ عبد الجميل، لكن المؤرخين مثل لينهان وخو اقترحوا أن الأحداث حدثت في عهد عمه سلطان أحمد.  تنازل السلطان أحمد لصالح ابنه الصغير راجا منصور. ووُضع السلطان الجديد تحت وصاية أعمامه أبناء السلطان الأول.
بين عامي 1488 و1493، تزوجت راجا فاطمة، ابنة علاء الدين سلطان ملقا وشقيقة السلطان محمود، من أمير فهغ. تذكر الحوليات أن زوجها هو عبد الجميل. توفيت بدون أن تنجب أطفالًا في 7 يوليو 1495.

### الفترة الوسطى
في عام 1500، غزا فهغ حاكم مملكة ناخون سي ثمرات، المعروفة في تقاليد الملايو باسم ليغور، بناءً على تعليمات من ملك أيوثايا، بجيش كبير. جعل الخطر المشترك شعب فهغ ينسى مشاجراتهم مع ملقا. وأرسل السلطان محمود جيش ملقا، تحت إمرة تون مطهر لمساعدة فهغ. وكان من بين قادة الحملة لقسامان خوجة حسن. حاول الغزاة غزو فهغ، وسرعان ما تكبدوا خسائر فادحة. وأُجبروا على العودة من الطريق الذي سلكوه. كان هذا آخر غزو سيامي لفهغ.
في عام 1511، تعرضت عاصمة ملقا للهجوم والغزو من قبل الإمبراطورية البرتغالية، مما أدى إلى تراجع بلاط السلطان محمود إلى فهغ. وهناك رحب به عبد الجميل. وأقام الحاكم المخلوع سنة في البلاد تزوج خلالها من إحدى بناته، بينما كان محمود في فهغ، توفي السلطان عبد الجميل ودُفن في فيكان عام 917 هـ. ذكر دي ألبوكيرك أن السلطان محمود مات حزنا في فهغ. لكن يبدو أن البرتغاليين أخطأوا بين عبد الجميل، الذي توفي في ذلك التاريخ بالضبط، على أنه السلطان محمود. بعد وفاة عبد الجميل كان السلطان منصور هو الحاكم الوحيد.
خلف منصور ابن عمه الأول، راجا محمود،
لسبب غير معروف أقامت فهغ علاقات غير عادية مع البرتغاليين في عهد السلطان محمود. في عام 1518، زار دوارتي كوبلو فهغ وذكر أن سلطان فهغ وافق على دفع كوب من الذهب كتكريم سنوي للبرتغال. كان يُعتقد أن هذا الفعل هو علامة صداقة تظهرها السلطنة، لكن البرتغاليين اعتبروا علامة استسلام. يروي مانويل دي فاريا إي سوزا أنه حتى عام 1522 كان سلطان فهغ متحالفًا مع البرتغاليين، لكن أرسل دي ألبوكيرك ثلاث سفن إلى فيكان للحصول على المؤن، حيث قُتل اثنان من قبطانه وثلاثون رجلاً. ونجح قبطان ثالث في الهروب لكنه قتل مع جميع رجاله في جاوة، وقُتل العديد من البرتغاليين الذين هبطوا في فهغ.
وفي 1532 تعاون سلطان جوهر مع سلطان فهغ، وحققا انتصارًا على البرتغاليين في نهر موار. بكن قدم البرتغاليون إلى فهغ، ودمروا جميع السفن في النهر وقتلوا أكثر من ستمائة شخص انتقاما للمساعدة التي قدمها حاكمهم إلى سلطان جوهر. وفي عام 1525 هاجم بيدرو ماسكار ينهاس سلطان جوهر، وأرسل فهغ أسطولًا مكونًا من ألفي رجل لمساعدة المدافعين. وصلت القوة إلى مصب النهر في نفس اليوم الذي دمر فيه الجسر. توفي السلطان محمود سلطان فهغ حوالي عام 1530، وترك ولديه راجا مظفر وراجا زين العابدين، وخلفه الأول السلطان مظفر شاه.
في عام 1540، قدم فرناو مندش بنتو مع سفينة تجارية برتغالية في رحلة إلى فهغ.  لكن هاجمه قطاع طرق واستولوا على بضائعهم التي بلغت خمسين ألف دوقية من الذهب والأحجار الكريمة. وتمكن البرتغاليون من الفرار وتوجهوا إلى باتاني. وقدموا احتجاجات لملك باتاني، وأعطى الإذن الفوري بالقيام بعمليات انتقامية من خلال مهاجمة قوارب فهغ في نهر كلنتن، ثم مقاطعة باتاني، واستعادة بضائع بقيمة ما فقد. فقاموا برحلة استكشافية، وتوجهوا إلى نهر كلنتن حيث هاجموا وأسروا ثلاث سفن يملكها تجار فهغ، مما أسفر عن مقتل أربعة وسبعين من فهغ، وخسارة ثلاثة فقط من رجالهم. وفي ذلك الوقت توفي السلطان مظفر. وخلفه أخوه الأصغر السلطان زين العابدين شاه.
شكلت فهغ جزءًا من قوة مكونة من ثلاثمائة شراع وثمانية آلاف رجل تجمعوا في نهر جوهر لشن هجوم انتقامي على باتاني، لكن المفاوضات لاحقًا حسمت الخلاف. وفي عام 1550، أرسل فهغ أسطولًا لمساعدة جوهر وفيرق في حصار ملقا، لكن السفن الحربية البرتغالية استولت على موانئ فهغ لدرجة أن المهاجمين اضطروا إلى التراجع للدفاع عن عاصمتهم. توفي السلطان زين العابدين حوالي عام 1555 وخلفه ابنه الأكبر منصور شاه الثاني، الذي تزوج في وقت توليه السلطة من ابنة عمه الأول، بورتي فاطمة، ابنة السلطان علاء الدين الثاني ملك جوهر (الذي توفي في أتشيه عام 1564). قُتل منصور الثاني حوالي عام 1560 في حرب ضد الهندوس الجاوي في جنوب فهغ وخلفه أخوه الشقيق عبد الجمال شاه.
قُتل عبد الجمال عام 1560 وخلفه أخوه غير الشقيق السلطان عبد القادر علاء الدين شاه. خلال فترة حكمه، تمتع فهغ بفترة وجيزة من العلاقات الودية مع البرتغاليين. في عام 1586، أرسل عبد القادر كتلة من الذهب كهدية إلى الحاكم البرتغالي لمدينة ملقا. وكان حينئذِ لا يزال يُستخرج الذهب بشكل شائع في مقالع الحجارة عبر فهغ ويباع بكميات كبيرة في ملقا. لكن قطعت هذه العلاقة مع البرتغاليين من قبل أحمد الثاني، الابن الوحيد لعبد القادر، والتي كانت صبيًا عندما توفي والده عام 1590. حكم أحمد الثاني لمدة عام واحد فقط ثم استُبدل بأخيه الأكبر غير الشقيق السلطان عبد الغفور محي الدين شاه عام 1584 الذي أقام علاقات زواج مع ملوك بروناي. خلال فترة حكمه، هاجم السلطان عبد الغفور البرتغاليين وتحدى في الوقت نفسه الوجود الهولندي في مضيق ملقا. ومع ذلك في عام 1607، تعاون مع الهولنديين في محاولة للإطاحة بالبرتغاليين.

### الفترة المتأخرة
في عام 1607 بدأت الإمبراطورية الهولندية مهمتها التجارية إلى فهغ بقيادة التاجر أبراهام فان دن بروك. وفي 7 نوفمبر 1607 أُسقطت سفينة حربية هولندية على متنها الأدميرال كورنيليس ماتيليف دي جونج مرساة في كوالا فهغ.
حاول عبد الغفور إعادة تشكيل تحالف مع جوهر لمساعدة الهولنديين. لكن نشب شجار بينه وبين علاء الدين شاه الثالث، مما أدى إلى إعلان جوهر الحرب على فهغ. وفي سبتمبر 1612 اجتاح جيش جوهر ضواحي فيكان، لكن بمساعدة سلطان بروناي، هزمت فهغ جوهر في النهاية عام 1613. وتولى نجل عبد الغفور، علاء الدين رعاية شاه العرش عام 1614. وبعد عام استُبدل بأحد أقاربه، راجا بوجانغ بدعم من البرتغاليين بعد اتفاق بين البرتغاليين وسلطان جوهر. لم تقبل آتشيه تعيين راجا بوجانغ، التي كانت آنذاك في حالة حرب مع البرتغاليين. وشنت آتشيه هجمات وحشية على فهغ مما أجبر راجا بوجانغ في عام 1617 على الفرار إلى لينقا.
دخل فهغ اسميًا في اتحاد سلالي مع جوهر في عام 1623، عندما توفي عبد الله معيات شاه سلطان جوهر وأصبح راجا بوجانغ كحاكم جديد لجوهر وفهغ الذي أصبح السلطان عبد الجليل شاه الثالث. وفي عام 1637، أدى تعيين إسكندر الثاني على عرش آتشيه إلى توقيع معاهدة سلام بين فهغ وآتشيه في جزيرة بولانج بجزر رياو لينقا.
في عام 1648، هاجم عبد الجليل الثالث فهغ في محاولة لتأكيد منصبه كحاكم لجوهر وفهغ. في نهاية المطاف، تخلت آتشيه عن مطالبتها في فهغ في عام 1641 وهو نفس العام الذي سقطت فيه ملقا البرتغالية في يد الهولنديين. مع تراجع آتشيه، وسعت سلطنة جوهر - فهغ تدريجيًا سلطتها على جزر رياو-لينقا، مما أدى إلى إنشاء سلطنة جوهر-رياو-لينقا.

## الإدارة
نظام الإدارة الذي تبنته السلطنة إلى حد كبير على غرار سلطنة ملقا. تروي حوليات الملايو أنه أثناء تنصيب محمد شاه باعتباره السلطان الأول في عام 1470، كان برفقته تون حمزة يندهارا «وزير» المملكة الجديدة، وأكار راجا بصفته رئيس الجيش، وكذلك أمين الصندوق الرئيسي، وتمنغكونغ «رئيس الأمن العام».

### قائمة سلاطين فهغ
| #  | االاسم                    | فترة الحكم          |
| -- | ------------------------- | ------------------- |
| 1  | محمد شاه                  | 1470-1475           |
| 2  | احمد شاه                  | 1475-1495           |
| 3  | عبد الجميل شاه            | 1495-1512           |
| 4  | منصور شاه الأول           | 1495-1519           |
| 5  | محمود شاه                 | 1519-1530           |
| 6  | مظفر شاه                  | 1530-1540           |
| 7  | زين العابدين شاه          | 1540-1555           |
| 8  | منصور شاه الثاني          | 1555-1560           |
| 9  | عبد الجمل شاه             | 1560-1575           |
| 10 | عبد القادر علاء الدين شاه | 1575-1590           |
| 11 | احمد شاه الثاني           | 1590-1592           |
| 12 | عبد الغفور محي الدين شاه  | 1592–1614           |
| 13 | علاء الدين رياض شاه       | ١٦١٤-1615           |
| 14 | عبد الجليل شاه الثالث     | 1615-1617 1623-1677 |